# Rhamphomyia pretiosa
Rhamphomyia pretiosa är en tvåvingeart som beskrevs av Frey 1953. Rhamphomyia pretiosa ingår i släktet Rhamphomyia och familjen dansflugor. Inga underarter finns listade i Catalogue of Life.